# Тітовська
Тіто́вська (рос. Титовская) — присілок у складі Верховазького району Вологодської області, Росія. Входить до складу Нижньокулойського сільського поселення.

## Населення
Населення — 1 особа (2010; 6 у 2002).
Національний склад (станом на 2002 рік):
- росіяни — 100 %